# Préfontaines
Préfontaines település Franciaországban, Loiret megyében. Lakosainak száma 429 fő (2022. január 1.). Préfontaines Courtempierre, Girolles, Nargis, Treilles-en-Gâtinais és Château-Landon községekkel határos.

## Népesség
A település népességének változása:
| Lakosok száma | 272  | 275  | 382  | 468  | 455  | 452  | 452  | 442  | 438  | 429  |
|               | 1968 | 1982 | 1990 | 2006 | 2013 | 2015 | 2017 | 2019 | 2020 | 2022 |